# Torneo de Roland Garros 2013
El Torneo de Roland Garros 2013 (también conocido como Abierto de Francia) fue un torneo de tenis que se llevó a cabo sobre pistas de polvo de ladrillo del Stade Roland Garros, París, Francia, desde el 26 de mayo hasta el 9 de junio de 2013. Ésta fue la edición 112° del Torneo de Roland Garros y el segundo torneo de Grand Slam del año 2013. Constó de eventos individuales, dobles y mixtos para jugadores profesionales. Así como eventos júnior y de tenis en silla de ruedas.

## Presentación previa del torneo

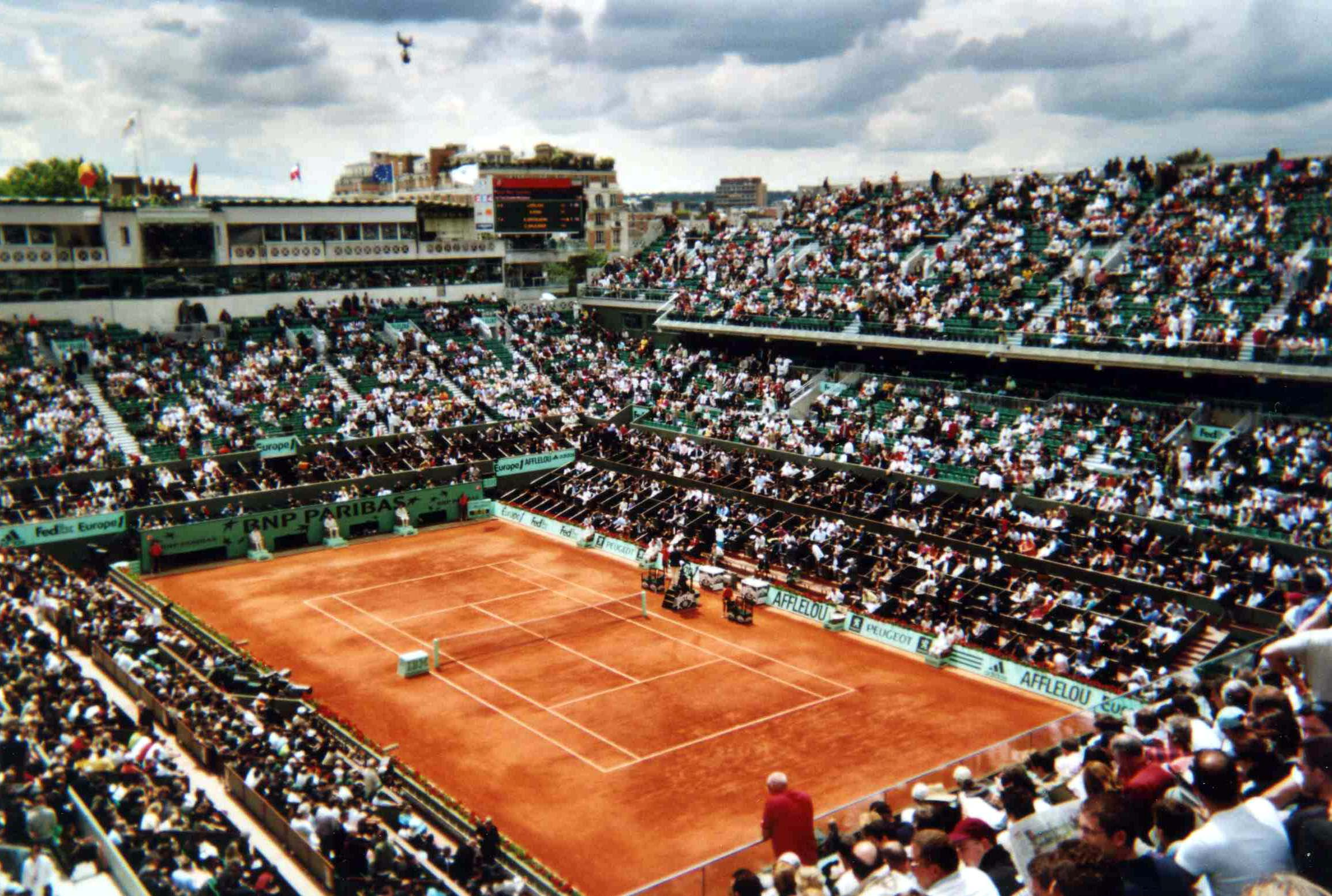
Estadio Philippe Chatrier, dónde se jugaron las finales del abierto francés

El Torneo de Roland Garros 2013 fue la edición N.º 112 del Abierto de Francia y fue celebrado en el Stade Roland Garros en París.
El torneo fue un evento celebrado y aprobado por la Federación Internacional de Tenis (ITF), formando parte de los Torneos ATP en 2013 y de los Torneos WTA en 2013, bajo la categoría de Grand Slam. El torneo consistió en cuadros individuales masculinos y femeninos, dobles masculinos y femeninos, dobles mixtos, júnior individual y dobles, tanto masculino como femenino (jugadores menores de 18 años), así como individual y doble masculino y femenino en silla de ruedas como parte de la NEC tour bajo la categoría de Grand Slam.
El torneo fue celebrado en veinte canchas sobre polvo de ladrillo, incluyendo las tres principales, el Estadio Philippe Chatrier, el Estadio Suzanne Lenglen y la cancha N.º 1.
Campeones defensores: en la rama individual masculina, el once veces campeón de Grand Slam, Rafael Nadal; en la rama individual femenina, la cuatro veces campeona de Grand Slam, María Sharápova; ambos completaron el Grand Slam en su carrera.

## Distribución de puntos
A continuación se muestra un conjunto de tablas de los puntos entregados para cada jugador en cada categoría en la que se presente y hasta la que avance.

### Profesionales
| Categoría               | G    | F    | SF  | CF  | Ronda de 16 | Ronda de 32 | Ronda de 64 | Ronda de 128 | Q  | Q3 | Q2 | Q1 |
| Individuales masculinos | 2000 | 1200 | 720 | 360 | 180         | 90          | 45          | 10           | 25 | 16 | 8  | 0  |
| Dobles masculinos       | 2000 | 1200 | 720 | 360 | 180         | 90          | 0           | —            | —  | —  | —  | —  |
| Individuales femeninos  | 2000 | 1400 | 900 | 500 | 280         | 160         | 100         | 5            | 60 | 50 | 40 | 2  |
| Dobles femeninos        | 2000 | 1400 | 900 | 500 | 280         | 160         | 5           | —            | —  | —  | —  | —  |

| Categoría                   | G   | F   | SF/3.º | CF/4.º |
| Individuales1               | 800 | 500 | 375    | 100    |
| Dobles2                     | 800 | 500 | 100    | —      |
| Clasificación de los dobles | 800 | 100 | —      | —      |

| Categoría              | G   | F   | SF  | CF | Ronda de 16 | Ronda de 32 | Q  | Q3 |
| Individuales masculino | 250 | 180 | 120 | 80 | 50          | 30          | 25 | 20 |
| Individuales femenino  | 250 | 180 | 120 | 80 | 50          | 30          | 25 | 20 |
| Dobles masculino       | 180 | 120 | 80  | 50 | 30          | —           | —  | —  |
| Dobles femenino        | 180 | 120 | 80  | 50 | 30          | —           | —  | —  |

## Premios
| Categoría                       | G           | F         | SF        | CF        | Ronda de 16 | Ronda de 32 | Ronda de 64 | Ronda de 128 | Q3       | Q2      | Q1     |
| Individuales masculinos         | 1 500 000 € | 750 000 € | 375 000 € | 190 000 € | 100 000 €   | 60 000 €    | 35 000 €    | 21 000 €     | 10 000 € | 5000 €  | 2500 € |
| Individuales femeninos          | 1 500 000 € | 750 000 € | 375 000 € | 190 000 € | 100 000 €   | 60 000 €    | 35 000 €    | 21 000 €     | 9 000 €  | 4 500 € | 2500 € |
| Dobles*                         | 360 000 €   | 180 000 € | 90 000 €  | 50 000 €  | 28 000 €    | 15 000 €    | 8 000 €     | —            | —        | —       | —      |
| Dobles mixtos*                  | 105 000 €   | 53 000 €  | 26 500 €  | 13 000 €  | 7000 €      | 3500 €      | —           | —            | —        | —       | —      |
| Individuales en silla de ruedas | 18 000 €    | 9000 €    | 5000 €    | 3000 €    | —           | —           | —           | —            | —        | —       | —      |
| Dobles en silla de ruedas *     | 6000 €      | 3000 €    | 1800 €    | —         | —           | —           | —           | —            | —        | —       | —      |

* Por equipo

## Actuación de los jugadores en el torneo
Individual masculino
| Campeón                        | Campeón                | Finalista                   | Finalista                  |
| ------------------------------ | ---------------------- | --------------------------- | -------------------------- |
| Rafael Nadal [3]               | Rafael Nadal [3]       | David Ferrer [4]            | David Ferrer [4]           |
| Semifinalistas                 |                        |                             |                            |
| Novak Djokovic [1]             | Novak Djokovic [1]     | Jo-Wilfried Tsonga [6]      | Jo-Wilfried Tsonga [6]     |
| Eliminados en cuartos de final |                        |                             |                            |
| Tommy Haas [12]                | Stanislas Wawrinka [9] | Tommy Robredo [32]          | Roger Federer [2]          |
| Eliminados en cuarta ronda     |                        |                             |                            |
| Philipp Kohlschreiber [16]     | Mijaíl Yuzhny [29]     | Kei Nishikori [13]          | Richard Gasquet [7]        |
| Nicolás Almagro [11]           | Kevin Anderson [23]    | Viktor Troicki              | Gilles Simon [15]          |
| Eliminados en tercera ronda    |                        |                             |                            |
| Grigor Dimitrov [26]           | Victor Hănescu         | John Isner [19]             | Janko Tipsarević [8]       |
| Fabio Fognini [27]             | Benoît Paire [24]      | Jerzy Janowicz [21]         | Nikolai Davydenko          |
| Gaël Monfils (WC)              | Andreas Seppi [20]     | Milos Raonic [14]           | Feliciano López            |
| Jérémy Chardy [25]             | Marin Čilić [10]       | Sam Querrey [18]            | Julien Benneteau [30]      |
| Eliminados en segunda ronda    |                        |                             |                            |
| Guido Pella                    | Lucas Pouille [WC]     | Dmitry Tursunov             | Lu Yen-hsun                |
| Jack Sock [Q]                  | Ryan Harrison          | Federico Delbonis           | Fernando Verdasco          |
| Martin Kližan                  | Lukáš Rosol            | Łukasz Kubot                | Grega Žemlja               |
| Horacio Zeballos               | Robin Haase            | Denis Istomin               | Michał Przysiężny [Q]      |
| Ernests Gulbis                 | Igor Sijsling          | Blaž Kavčič                 | Édouard Roger-Vasselin     |
| Michaël Llodra                 | Yevgueni Donskoi       | João Sousa                  | Albert Montañés            |
| Jarkko Nieminen                | Roberto Bautista-Agut  | Daniel Gimeno-Traver        | Nick Kyrgios [WC]          |
| Pablo Cuevas                   | Jan Hájek              | Tobias Kamke                | Somdev Devvarman [Q]       |
| Eliminados en primera ronda    |                        |                             |                            |
| David Goffin                   | Ivan Dodig             | Alex Kuznetsov [WC]         | Alejandro Falla            |
| Alexandr Dolgopolov [22]       | Bernard Tomic          | Simone Bolelli              | Jiří Veselý [Q]            |
| Guillaume Rufin                | Guillermo García-López | Andrey Kuznetsov            | Carlos Berlocq             |
| Pablo Andújar                  | Julian Reister [Q]     | Marc Gicquel [WC]           | Nicolas Mahut [WC]         |
| Daniel Brands                  | Michael Russell        | Pere Riba [Q]               | Andreas Beck [Q]           |
| Marcos Baghdatis               | Maxime Teixeira [Q]    | Santiago Giraldo            | Jesse Levine               |
| Thiemo de Bakker               | Vasek Pospisil [Q]     | Kenny de Schepper           | Albert Ramos               |
| Florian Mayer [28]             | Florent Serra [WC]     | Rhyne Williams [LL]         | Sergiy Stajovski           |
| Tomáš Berdych [5]              | Rogério Dutra Silva    | Jürgen Melzer               | Jurgen Zopp                |
| Leonardo Mayer                 | James Duckworth [Q]    | Martín Alund                | Andreas Haider-Maurer [LL] |
| Xavier Malisse                 | Steve Darcis [Q]       | Jan-Lennard Struff [Q]      | Illya Marchenko [LL]       |
| Marcel Granollers [31]         | Go Soeda               | Steve Johnson [Q]           | Marinko Matosevic          |
| Aljaz Bedene                   | Paul-Henri Mathieu     | Gilles Müller               | Benjamin Becker            |
| Juan Mónaco [17]               | James Blake            | Radek Štěpánek              | Philipp Petzschner         |
| Lleyton Hewitt                 | Adrian Mannarino [WC]  | Denis Kudla [Q]             | Lukáš Lacko                |
| Ričardas Berankis              | Paolo Lorenzi          | Daniel Muñoz de la Nava [Q] | Pablo Carreño-Busta [Q]    |

Individual femenino
| Campeona                       | Campeona                      | Finalista                      | Finalista                   |
| ------------------------------ | ----------------------------- | ------------------------------ | --------------------------- |
| Serena Williams [1]            | Serena Williams [1]           | María Sharápova [2]            | María Sharápova [2]         |
| Semifinalistas                 |                               |                                |                             |
| Sara Errani [5]                | Sara Errani [5]               | Victoria Azarenka [3]          | Victoria Azarenka [3]       |
| Eliminadas en cuartos de final |                               |                                |                             |
| Svetlana Kuznetsova            | Agnieszka Radwańska [4]       | Maria Kirilenko [12]           | Jelena Janković [18]        |
| Eliminadas en cuarta ronda     |                               |                                |                             |
| Roberta Vinci [15]             | Angelique Kerber [8]          | Ana Ivanovic [14]              | Carla Suárez Navarro [20]   |
| Bethanie Mattek-Sands          | Francesca Schiavone           | Jamie Hampton                  | Sloane Stephens [17]        |
| Eliminadas en tercera ronda    |                               |                                |                             |
| Sorana Cîrstea [26]            | Petra Cetkovská               | Bojana Jovanovski              | Varvara Lepchenko [29]      |
| Dinah Pfizenmaier (Q)          | Virginie Razzano (WC)         | Mónica Puig                    | Sabine Lisicki [32]         |
| Paula Ormaechea (Q)            | Stefanie Vögele               | Marion Bartoli [13]            | Alizé Cornet [31]           |
| Petra Kvitová [7]              | Samantha Stosur [9]           | Marina Erakovic                | Jie Zheng                   |
| Eliminadas en segunda ronda    |                               |                                |                             |
| Caroline Garcia [WC]           | Johanna Larsson               | Anastasiya Pavliuchenkova [19] | Galina Voskoboeva [Q]       |
| Caroline Wozniacki [10]        | Magdaléna Rybáriková          | Elina Svitolina                | Jana Čepelová               |
| Mallory Burdette               | Urszula Radwańska             | Zuzana Kučová [Q]              | Mathilde Johansson          |
| Madison Keys                   | Shelby Rogers [WC]            | María Teresa Torró Flor        | Yulia Putintseva            |
| Li Na [6]                      | Yaroslava Shvedova [27]       | Kaia Kanepi                    | Ashleigh Barty [WC]         |
| Mariana Duque [Q]              | Kirsten Flipkens [21]         | Silvia Soler Espinosa          | Annika Beck                 |
| Peng Shuai                     | Anna Karolína Schmiedlová [Q] | Garbiñe Muguruza               | Kristina Mladenovic         |
| Dominika Cibulková [16]        | Vania King [Q]                | Melanie Oudin                  | Eugenie Bouchard            |
| Eliminadas en primera ronda    |                               |                                |                             |
| Anna Tatishvili                | Yuliya Beygelzimer [Q]        | Monica Niculescu               | Kiki Bertens                |
| Andrea Hlaváčková              | Olga Puchkova                 | Grace Min ([Q]                 | Stéphanie Foretz Gacon [WC] |
| Laura Robson                   | Barbora Záhlavová-Strýcová    | Pauline Parmentier             | Yekaterina Makarova [22]    |
| Mirjana Lučić-Baroni           | Romina Oprandi                | Christina McHale               | Mona Barthel                |
| Shahar Pe'er                   | Donna Vekić                   | Mandy Minella                  | Venus Williams [30]         |
| Julia Görges [24]              | Claire Feuerstein [WC]        | Chanelle Scheepers             | Petra Martić                |
| Nadia Petrova [11]             | Misaki Doi                    | Irena Pavlovic [WC]            | Simona Halep                |
| Sofia Arvidsson                | Julia Glushko                 | Ayumi Morita                   | Arantxa Rus                 |
| Anabel Medina Garrigues        | Lourdes Domínguez Lino        | Tatjana Maria                  | Coco Vandeweghe             |
| Klára Zakopalová [23]          | Heather Watson                | Lucie Hradecká                 | Nina Bratchikova            |
| Olga Govortsova                | Kristýna Plíšková             | Melinda Czink                  | Flavia Pennetta             |
| Maria Joao Koehler             | Irina-Camelia Begu            | Sandra Záhlavová [Q]           | Yelena Vesnina              |
| Aravane Rezaï [WC]             | Camila Giorgi                 | Yanina Wickmayer               | Lucie Šafářová [25]         |
| Daniela Hantuchová             | Karolína Plíšková             | Lauren Davis                   | Kimiko Date-Krumm           |
| Lesia Tsurenko                 | Elena Baltacha                | Alexandra Cadanțu              | Karin Knapp                 |
| Tamira Paszek [28]             | Vesna Dolonc                  | Tsvetana Pironkova             | Hsieh Su-wei                |

## Resumen del torneo

### Día 1 (26 de mayo)
- Orden de juego

- Cabezas de serie eliminados:
  - Individuales femeninos:  Nadia Petrova [11],  Venus Williams [30]

| Partidos en canchas principales                      | Partidos en canchas principales          | Partidos en canchas principales          | Partidos en canchas principales          |
| Partidos en el estadio Philippe Chatrier             | Partidos en el estadio Philippe Chatrier | Partidos en el estadio Philippe Chatrier | Partidos en el estadio Philippe Chatrier |
| Modalidad                                            | Ganadores                                | Perdedores                               | Resultado                                |
| ---------------------------------------------------- | ---------------------------------------- | ---------------------------------------- | ---------------------------------------- |
| Individuales femeninos - Primera ronda               | Ana Ivanovic [14]                        | Petra Martić                             | 6–1, 3–6, 6–3                            |
| Individuales femeninos - Primera ronda               | Serena Williams [1]                      | Anna Tatishvili                          | 6–0, 6–1                                 |
| Individuales masculinos - Primera ronda              | Roger Federer [2]                        | Pablo Carreño-Busta [Q]                  | 6–2, 6–2, 6–3                            |
| Individuales masculinos - Primera ronda              | Michaël Llodra                           | Steve Darcis [Q]                         | 6–4, 4–6, 6–1, 6–4                       |
| Partidos en la cancha Suzanne Lenglen                |                                          |                                          |                                          |
| Modalidad                                            | Ganadores                                | Perdedores                               | Resultado                                |
| Individuales femeninos - Primera ronda               | Sara Errani [5]                          | Arantxa Rus                              | 6–1, 6–2                                 |
| Individuales masculinos - Primera ronda              | Gilles Simon [15]                        | Lleyton Hewitt                           | 3–6, 1–6, 6–4, 6–1, 7–5                  |
| Individuales masculinos - Primera ronda              | David Ferrer [4]                         | Marinko Matosevic                        | 6–4, 6–3, 6–4                            |
| Individuales femeninos - Primera ronda               | Urszula Radwańska                        | Venus Williams [30]                      | 7–6(7–5), 6–7(4–7), 6–4                  |
| Fondo de color indica un partido de la rama femenina |                                          |                                          |                                          |
| Los partidos empiezan a las 11:00 a.m.               |                                          |                                          |                                          |

### Día 2 (27 de mayo)
- Orden de juego

- Cabezas de serie eliminados:
  - Individuales masculinos:  Tomáš Berdych [5],  Juan Mónaco [17],  Marcel Granollers [31]
  - Individuales femeninos:  Yekaterina Makarova [22],  Julia Görges [24],  Tamira Paszek [28]

| Partidos en canchas principales                      | Partidos en canchas principales          | Partidos en canchas principales          | Partidos en canchas principales          |
| Partidos en el estadio Philippe Chatrier             | Partidos en el estadio Philippe Chatrier | Partidos en el estadio Philippe Chatrier | Partidos en el estadio Philippe Chatrier |
| Modalidad                                            | Ganadores                                | Perdedores                               | Resultado                                |
| ---------------------------------------------------- | ---------------------------------------- | ---------------------------------------- | ---------------------------------------- |
| Individuales femeninos - Primera ronda               | Li Na [6]                                | Anabel Medina Garrigues                  | 6–3, 6–4                                 |
| Individuales masculinos - Primera ronda              | Rafael Nadal [3]                         | Daniel Brands                            | 4–6, 7–6(7–4), 6–4, 6–3                  |
| Individuales masculinos - Primera ronda              | Gaël Monfils [WC]                        | Tomáš Berdych [5]                        | 7–6(10–8), 6–4, 6–7(3–7), 6–7(4–7), 7–5  |
| Partidos en la cancha Suzanne Lenglen                |                                          |                                          |                                          |
| Modalidad                                            | Ganadores                                | Perdedores                               | Resultado                                |
| Individuales femeninos - Primera ronda               | Agnieszka Radwańska [4]                  | Shahar Pe'er                             | 6–1, 6–1                                 |
| Individuales masculinos - Primera ronda              | Jo-Wilfried Tsonga [6]                   | Aljaž Bedene                             | 6–2, 6–2, 6–3                            |
| Individuales femeninos - Primera ronda               | Caroline Wozniacki [10]                  | Laura Robson                             | 6–3, 6–2                                 |
| Individuales masculinos - Primera ronda              | Richard Gasquet [7]                      | Sergiy Stajovski                         | 6–1, 6–4, 6–3                            |
| Individuales femeninos - Primera ronda               | María Sharápova [2]                      | Hsieh Su-wei                             | 6–2, 6–1                                 |
| Fondo de color indica un partido de la rama femenina |                                          |                                          |                                          |
| Los partidos empiezan a las 11:00 a.m.               |                                          |                                          |                                          |

### Día 3 (28 de mayo)
- Orden de juego

- Cabezas de serie eliminados:
  - Individuales masculinos:  Alexandr Dolgopolov [22],  Florian Mayer [28]
  - Dobles masculinos:  Mahesh Bhupathi /  Rohan Bopanna [4],  Daniele Bracciali /  Fabio Fognini [14]

| Partidos en canchas principales                      | Partidos en canchas principales            | Partidos en canchas principales            | Partidos en canchas principales                 |
| Partidos en el estadio Philippe Chatrier             | Partidos en el estadio Philippe Chatrier   | Partidos en el estadio Philippe Chatrier   | Partidos en el estadio Philippe Chatrier        |
| Modalidad                                            | Ganadores                                  | Perdedores                                 | Resultado                                       |
| ---------------------------------------------------- | ------------------------------------------ | ------------------------------------------ | ----------------------------------------------- |
| Individuales femeninos - Primera ronda               | Marion Bartoli [13]                        | Olga Govortsova                            | 7–6(10–8), 4–6, 7–5                             |
| Individuales masculinos - Primera ronda              | Novak Djokovic [1]                         | David Goffin                               | 7–6(7–5), 6–4, 7–5                              |
| Individuales masculinos - Primera ronda              | Nicolas Mahut [WC] vs Janko Tipsarević [8] | Nicolas Mahut [WC] vs Janko Tipsarević [8] | Cancelado por falta de luz                      |
| Individuales femeninos - Primera ronda               | Yelena Vesnina vs Victoria Azarenka [3]    | Yelena Vesnina vs Victoria Azarenka [3]    | Cancelado por falta de luz                      |
| Partidos en la cancha Suzanne Lenglen                |                                            |                                            |                                                 |
| Modalidad                                            | Ganadores                                  | Perdedores                                 | Resultado                                       |
| Individuales masculinos - Primera ronda              | Tommy Haas [12]                            | Guillaume Rufin                            | 7–6(7–4), 6–1, 6–3                              |
| Individuales femeninos - Primera ronda               | Alizé Cornet [31]                          | Maria João Koehler                         | 7–5, 6–2                                        |
| Individuales masculinos - Primera ronda              | Benoît Paire [24] vs Marcos Baghdatis      | Benoît Paire [24] vs Marcos Baghdatis      | 3–6, 7–6(7–1), 4–3, suspendido por falta de luz |
| Individuales femeninos - Primera ronda               | Petra Kvitová [7] vs Aravane Rezaï [WC]    | Petra Kvitová [7] vs Aravane Rezaï [WC]    | Cancelado por falta de luz                      |
| Fondo de color indica un partido de la rama femenina |                                            |                                            |                                                 |
| Los partidos empiezan a las 11:00 a.m.               |                                            |                                            |                                                 |

### Día 4 (29 de mayo)
- Orden de juego

- Cabezas de serie eliminados:
  - Individuales femeninos:  Caroline Wozniacki [10],  Anastasiya Pavliuchenkova [19],  Klára Zakopalová [23],  Lucie Šafářová [25]
  - Dobles masculinos:  Santiago González /  Scott Lipsky [11],  Julian Knowle /  Filip Polášek [15]
  - Dobles femeninos:  Liezel Huber /  María José Martínez Sánchez [5],  Daniela Hantuchova /  Anabel Medina Garrigues [16]

| Partidos en canchas principales                      | Partidos en canchas principales          | Partidos en canchas principales          | Partidos en canchas principales          |
| Partidos en el estadio Philippe Chatrier             | Partidos en el estadio Philippe Chatrier | Partidos en el estadio Philippe Chatrier | Partidos en el estadio Philippe Chatrier |
| Modalidad                                            | Ganadores                                | Perdedores                               | Resultado                                |
| ---------------------------------------------------- | ---------------------------------------- | ---------------------------------------- | ---------------------------------------- |
| Individuales femeninos - Primera ronda               | Victoria Azarenka [3]                    | Yelena Vesnina                           | 6–1, 6–4                                 |
| Individuales masculinos - Segunda ronda              | Jo-Wilfried Tsonga [6]                   | Jarkko Nieminen                          | 7–6(8–6), 6–4, 6–3                       |
| Individuales masculinos - Segunda ronda              | Gaël Monfils [WC]                        | Ernests Gulbis                           | 6–7(5–7), 6–4, 7–6(7–4), 6–2             |
| Individuales femeninos - Segunda ronda               | Serena Williams [1]                      | Caroline Garcia [WC]                     | 6–1, 6–2                                 |
| Partidos en la cancha Suzanne Lenglen                |                                          |                                          |                                          |
| Modalidad                                            | Ganadores                                | Perdedores                               | Resultado                                |
| Individuales femeninos - Primera ronda               | Petra Kvitová [7]                        | Aravane Rezaï [WC]                       | 6–3, 4–6, 6–2                            |
| Individuales masculinos - Primera ronda              | Benoît Paire [24]                        | Marcos Baghdatis                         | 3–6, 7–6(7–1), 6–4, 6–4                  |
| Individuales masculinos - Segunda ronda              | Milos Raonic [14]                        | Michaël Llodra                           | 7–5, 3–6, 7–6(7–3), 6–2                  |
| Individuales masculinos - Segunda ronda              | Roger Federer [2]                        | Somdev Devvarman [Q]                     | 6–2, 6–1, 6–1                            |
| Individuales femeninos - Segunda ronda               | Ana Ivanovic [14]                        | Mathilde Johansson                       | 6–2, 6–2                                 |
| Fondo de color indica un partido de la rama femenina |                                          |                                          |                                          |
| Los partidos empiezan a las 11:00 a.m.               |                                          |                                          |                                          |

### Día 5 (30 de mayo)
- Orden de juego

- Cabezas de serie eliminados:
  - Individuales femeninos:  Li Na [6],  Dominika Cibulková [16],  Yaroslava Shvedova [27]
  - Dobles masculinos:  Colin Fleming /  Jonathan Marray [10]
  - Dobles femeninos:  Raquel Kops-Jones /  Abigail Spears [6], Serena Williams /  Venus Williams [12]

| Partidos en canchas principales                      | Partidos en canchas principales              | Partidos en canchas principales              | Partidos en canchas principales          |
| Partidos en el estadio Philippe Chatrier             | Partidos en el estadio Philippe Chatrier     | Partidos en el estadio Philippe Chatrier     | Partidos en el estadio Philippe Chatrier |
| Modalidad                                            | Ganadores                                    | Perdedores                                   | Resultado                                |
| ---------------------------------------------------- | -------------------------------------------- | -------------------------------------------- | ---------------------------------------- |
| Individuales femeninos - Segunda ronda               | Samantha Stosur [9]                          | Kristina Mladenovic                          | 6–4, 6–3                                 |
| Individuales masculinos - Segunda ronda              | Novak Djokovic [1]                           | Guido Pella                                  | 6–2, 6–0, 6–2                            |
| Individuales femeninos - Segunda ronda               | Eugenie Bouchard vs María Sharápova [2]      | Eugenie Bouchard vs María Sharápova [2]      | 2-6, 2-4, suspendido por lluvia          |
| Individuales masculinos - Segunda ronda              | Michał Przysiężny [Q] vs Richard Gasquet [7] | Michał Przysiężny [Q] vs Richard Gasquet [7] | Cancelado por lluvia                     |
| Partidos en la cancha Suzanne Lenglen                |                                              |                                              |                                          |
| Modalidad                                            | Ganadores                                    | Perdedores                                   | Resultado                                |
| Individuales masculinos - Segunda ronda              | Grigor Dimitrov [26]                         | Lucas Pouille [WC]                           | 6–1, 7–6(7–4), 6–1                       |
| Individuales femeninos - Segunda ronda               | Victoria Azarenka [3]                        | Annika Beck                                  | 6–4, 6–3                                 |
| Individuales masculinos - Segunda ronda              | Rafael Nadal [3] vs Martin Kližan            | Rafael Nadal [3] vs Martin Kližan            | Cancelado por lluvia                     |
| Individuales femeninos - Segunda ronda               | Francesca Schiavone vs Kirsten Flipkens [21] | Francesca Schiavone vs Kirsten Flipkens [21] | Cancelado por lluvia                     |
| Fondo de color indica un partido de la rama femenina |                                              |                                              |                                          |
| Los partidos empiezan a las 11:00 a.m.               |                                              |                                              |                                          |

### Día 6 (31 de mayo)
- Orden de juego

- Cabezas de serie eliminados:
  - Individuales masculinos:  Marin Čilić [10],  Milos Raonic [14],  Sam Querrey [18],  Andreas Seppi [20],  Jérémy Chardy [25],  Julien Benneteau [30]
  - Individuales femeninos:  Kirsten Flipkens [21],  Sorana Cîrstea [26],  Varvara Lepchenko [29],  Sabine Lisicki [32]
  - Dobles masculinos:  Robert Lindstedt /  Daniel Nestor [3]
  - Dobles femeninos:  Ashleigh Barty /  Casey Dellacqua [14]
  - Dobles mixtos:  Sania Mirza /  Robert Lindstedt [1],  Yelena Vesnina /  Max Mirnyi [2]

| Partidos en canchas principales                      | Partidos en canchas principales          | Partidos en canchas principales          | Partidos en canchas principales          |
| Partidos en el estadio Philippe Chatrier             | Partidos en el estadio Philippe Chatrier | Partidos en el estadio Philippe Chatrier | Partidos en el estadio Philippe Chatrier |
| Modalidad                                            | Ganadores                                | Perdedores                               | Resultado                                |
| ---------------------------------------------------- | ---------------------------------------- | ---------------------------------------- | ---------------------------------------- |
| Individuales femeninos - Segunda ronda               | Marion Bartoli [13]                      | Mariana Duque-Marino [Q]                 | 7-6(7-5), 7-5                            |
| Individuales femeninos - Segunda ronda               | María Sharápova [2]                      | Eugenie Bouchard                         | 6-2, 6-4                                 |
| Individuales masculinos - Tercera ronda              | Roger Federer [2]                        | Julien Benneteau [30]                    | 6-3, 6-4, 7-5                            |
| Individuales masculinos - Tercera ronda              | Jo-Wilfried Tsonga [6]                   | Jeremy Chardy [25]                       | 6-1, 6-2, 7-5                            |
| Individuales femeninos - Tercera ronda               | Ana Ivanovic [14]                        | Virginie Razzano [WC]                    | 6-3, 6-2                                 |
| Partidos en la cancha Suzanne Lenglen                |                                          |                                          |                                          |
| Modalidad                                            | Ganadores                                | Perdedores                               | Resultado                                |
| Individuales masculinos - Segunda ronda              | Rafael Nadal [3]                         | Martin Kližan                            | 4-6, 6-3, 6-3, 6-3                       |
| Individuales femeninos - Tercera ronda               | Serena Williams [1]                      | Sorana Cirstea [26]                      | 6-0, 6-2                                 |
| Individuales masculinos - Tercera ronda              | Tommy Robredo [32]                       | Gael Monfils [WC]                        | 2-6, 6-7(5-7), 6-2, 7-6(7-3), 6-2        |
| Individuales femeninos - Tercera ronda               | Agnieszka Radwanska [4]                  | Dinah Pfizenmaier                        | 6-3, 6-4                                 |
| Fondo de color indica un partido de la rama femenina |                                          |                                          |                                          |
| Los partidos empiezan a las 11:00 a.m.               |                                          |                                          |                                          |

### Día 7 (1 de junio)
- Orden de juego

- Cabezas de serie eliminados:
  - Individual masculino:  Janko Tipsarević [8],  John Isner [19],  Jerzy Janowicz [21],  Benoît Paire [24],  Grigor Dimitrov [26],  Fabio Fognini [27]
  - Individual femenino:  Petra Kvitová [7],  Samantha Stosur [9],  Marion Bartoli [13],  Alizé Cornet [31]
  - Dobles masculino:  Max Mirnyi /  Horia Tecău [5],  Jürgen Melzer /  Leander Paes [9]
  - Dobles femenino:  Hsieh Su-wei /  Peng Shuai [8]
  - Dobles mixto:  Casey Dellacqua /  Mahesh Bhupathi [7]

| Partidos en canchas principales          | Partidos en canchas principales          | Partidos en canchas principales          | Partidos en canchas principales          |
| Partidos en el Estadio Philippe Chatrier | Partidos en el Estadio Philippe Chatrier | Partidos en el Estadio Philippe Chatrier | Partidos en el Estadio Philippe Chatrier |
| Modalidad                                | Ganadores                                | Perdedores                               | Resultado                                |
| ---------------------------------------- | ---------------------------------------- | ---------------------------------------- | ---------------------------------------- |
| Individual femenino - 3.ª ronda          | Victoria Azarenka [3]                    | Alizé Cornet [31]                        | 4–6, 6–3, 6–1                            |
| Individual femenino - 3.ª ronda          | María Sharápova [2]                      | Zheng Jie                                | 6–1, 7–5                                 |
| Individual masculino - 3.ª ronda         | Rafael Nadal [3]                         | Fabio Fognini [27]                       | 7–6(7–5), 6–4, 6–4                       |
| Individual masculino - 3.ª ronda         | Novak Djokovic [1]                       | Grigor Dimitrov [26]                     | 6–2, 6–2, 6–3                            |
| Partidos en el Estadio Suzanne Lenglen   |                                          |                                          |                                          |
| Modalidad                                | Ganadores                                | Perdedores                               | Resultado                                |
| Individual masculino - 3.ª ronda         | Kei Nishikori [13]                       | Benoît Paire [24]                        | 6–3, 6–7(3–7), 6–4, 6–1                  |
| Individual femenino - 3.ª ronda          | Francesca Schiavone                      | Marion Bartoli [13]                      | 6–2, 6–1                                 |
| Individual masculino - 3.ª ronda         | Richard Gasquet [7]                      | Nikolai Davydenko                        | 6–4, 6–4, 6–3                            |
| Individual femenino - 3.ª ronda          | Jelena Janković [18]                     | Samantha Stosur [9]                      | 3–6, 6–3, 6–4                            |

### Día 8 (2 de junio)
- Orden de juego

- Cabezas de serie eliminados:
  - Individual masculino:  Nicolás Almagro [11],  Kevin Anderson [23],  Gilles Simon [15]
  - Individual femenino:  Angelique Kerber [8],   Ana Ivanovic [14],  Roberta Vinci [15],  Carla Suárez Navarro [20]
  - Dobles masculino:  Julien Benneteau /  Nenad Zimonjić [13]
  - Dobles femenino:  Anna-Lena Grönefeld /  Květa Peschke [9],  Chan Hao-ching /  Darija Jurak [15]
  - Dobles mixto:  Anna-Lena Grönefeld /  Horia Tecău [6]

| Partidos en canchas principales          | Partidos en canchas principales          | Partidos en canchas principales          | Partidos en canchas principales          |
| Partidos en el Estadio Philippe Chatrier | Partidos en el Estadio Philippe Chatrier | Partidos en el Estadio Philippe Chatrier | Partidos en el Estadio Philippe Chatrier |
| Modalidad                                | Ganadores                                | Perdedores                               | Resultados                               |
| ---------------------------------------- | ---------------------------------------- | ---------------------------------------- | ---------------------------------------- |
| Individual femenino - 4.ª ronda          | Svetlana Kuznetsova                      | Angelique Kerber [8]                     | 6–4, 4–6, 6–4                            |
| Individual femenino - 4.ª ronda          | Serena Williams [1]                      | Roberta Vinci [15]                       | 6–1, 6–3                                 |
| Individual masculino - 4.ª ronda         | Jo-Wilfried Tsonga [6]                   | Viktor Troicki                           | 6–3, 6–3, 6–3                            |
| Individual masculino - 4.ª ronda         | Roger Federer [2]                        | Gilles Simon [15]                        | 6–1, 4–6, 2–6, 6–2, 6–3                  |
| Partidos en el Estadio Suzanne Lenglen   |                                          |                                          |                                          |
| Modalidad                                | Ganadores                                | Perdedores                               | Resultados                               |
| Individual masculino - 4.ª ronda         | David Ferrer [4]                         | Kevin Anderson [23]                      | 6–3, 6–1, 6–1                            |
| Individual masculino - 4.ª ronda         | Tommy Robredo [32]                       | Nicolás Almagro [11]                     | 6–7(5–7), 3–6, 6–4, 6–4, 6–4             |
| Individual femenino - 4.ª ronda          | Sara Errani [5]                          | Carla Suárez Navarro [20]                | 5–7, 6–4, 6–3                            |
| Individual femenino - 4.ª ronda          | Agnieszka Radwańska [4]                  | Ana Ivanovic [14]                        | 6–2, 6–4                                 |

### Día 9 (3 de junio)
- Orden de juego

- Cabezas de serie eliminados:
  - Individual masculino:  Richard Gasquet [7],  Kei Nishikori [13],  Philipp Kohlschreiber [16],  Mijaíl Yuzhny [29]
  - Individual femenino:  Sloane Stephens [17]
  - Dobles masculino:  Aisam-ul-Haq Qureshi /  Jean-Julien Rojer [6]
  - Dobles femenino:  Shuai Zhang /  Jie Zheng [13]
  - Dobles mixto:  Katarina Srebotnik /  Nenad Zimonjic [3]

| Partidos en canchas principales          | Partidos en canchas principales          | Partidos en canchas principales          | Partidos en canchas principales          |
| Partidos en el Estadio Philippe Chatrier | Partidos en el Estadio Philippe Chatrier | Partidos en el Estadio Philippe Chatrier | Partidos en el Estadio Philippe Chatrier |
| Modalidad                                | Ganadores                                | Perdedores                               | Resultados                               |
| ---------------------------------------- | ---------------------------------------- | ---------------------------------------- | ---------------------------------------- |
| Individual femenino - 4.ª ronda          | Victoria Azarenka [3]                    | Francesca Schiavone                      | 6–3, 6–0                                 |
| Individual masculino - 4.ª ronda         | Novak Djokovic [1]                       | Philipp Kohlschreiber [16]               | 4–6, 6–3, 6–4, 6–4                       |
| Individual masculino - 4.ª ronda         | Rafael Nadal [3]                         | Kei Nishikori [13]                       | 6–4, 6–1, 6–3                            |
| Individual femenino - 4.ª ronda          | María Sharápova [2]                      | Sloane Stephens [17]                     | 6–4, 6–3                                 |
| Partidos en el Estadio Suzanne Lenglen   |                                          |                                          |                                          |
| Modalidad                                | Ganadores                                | Perdedores                               | Resultados                               |
| Individual masculino - 4.ª ronda         | Tommy Haas [12]                          | Mijaíl Yuzhny [29]                       | 6–1, 6–1, 6–3                            |
| Individual femenino - 4.ª ronda          | Maria Kirilenko [12]                     | Bethanie Mattek-Sands                    | 7–5, 6–4                                 |
| Individual masculino - 4.ª ronda         | Stanislas Wawrinka [9]                   | Richard Gasquet [7]                      | 6–7(5–7), 4–6, 6–4, 7–5, 8–6             |
| Individual femenino - 4.ª ronda          | Jelena Janković [18]                     | Jamie Hampton                            | 6–0, 6–2                                 |

### Día 10 (4 de junio)
- Orden de juego

- Cabezas de serie eliminados:
  - Individual masculino:  Roger Federer [2],  Tommy Robredo [32]
  - Individual femenino:  Agnieszka Radwańska [4]
  - Dobles masculino:  Ivan Dodig /  Marcelo Melo [12],  Marcel Granollers /  Marc López [2]
  - Dobles femenino:  Bethanie Mattek-Sands /  Sania Mirza [7]

| Partidos en canchas principales          | Partidos en canchas principales          | Partidos en canchas principales          | Partidos en canchas principales          |
| Partidos en el Estadio Philippe Chatrier | Partidos en el Estadio Philippe Chatrier | Partidos en el Estadio Philippe Chatrier | Partidos en el Estadio Philippe Chatrier |
| Modalidad                                | Ganadores                                | Perdedores                               | Resultados                               |
| ---------------------------------------- | ---------------------------------------- | ---------------------------------------- | ---------------------------------------- |
| Individual femenino - Cuartos de final   | Sara Errani [5]                          | Agnieszka Radwańska [4]                  | 6–4, 7–6(8–6)                            |
| Individual masculino - Cuartos de final  | Jo-Wilfried Tsonga [6]                   | Roger Federer [2]                        | 7–5, 6–3, 6–3                            |
| Partidos en el Estadio Suzanne Lenglen   |                                          |                                          |                                          |
| Modalidad                                | Ganadores                                | Perdedores                               | Resultados                               |
| Individual femenino - Cuartos de final   | Serena Williams [1]                      | Svetlana Kuznetsova                      | 6–1, 3–6, 6–3                            |
| Individual masculino - Cuartos de final  | David Ferrer [4]                         | Tommy Robredo [32]                       | 6–2, 6–1, 6–1                            |

### Día 11 (5 de junio)
- Orden de juego

- Cabezas de serie eliminados:
  - Individual masculino:  Stanislas Wawrinka [9],  Tommy Haas [12]
  - Individual femenino:  Jelena Janković [18],  María Kirilenko [12]
  - Dobles masculino:  Mariusz Fyrstenberg /  Marcin Matkowski [16]
  - Dobles femenino:  Kristina Mladenovic /  Galina Voskoboeva [10],  Anastasiya Pavliuchenkova /  Lucie Safarova [11]
  - Dobles mixto:  Lisa Raymond /  Bruno Soares [4]

| Partidos en canchas principales          | Partidos en canchas principales          | Partidos en canchas principales          | Partidos en canchas principales          |
| Partidos en el Estadio Philippe Chatrier | Partidos en el Estadio Philippe Chatrier | Partidos en el Estadio Philippe Chatrier | Partidos en el Estadio Philippe Chatrier |
| Modalidad                                | Ganadores                                | Perdedores                               | Resultados                               |
| ---------------------------------------- | ---------------------------------------- | ---------------------------------------- | ---------------------------------------- |
| Individual femenino - Cuartos de final   | María Sharápova [2]                      | Jelena Janković [18]                     | 0–6, 6–4, 6–3                            |
| Individual masculino - Cuartos de final  | Rafael Nadal [3]                         | Stanislas Wawrinka [9]                   | 6–2, 6–3, 6–1                            |
| Partidos en el Estadio Suzanne Lenglen   |                                          |                                          |                                          |
| Modalidad                                | Ganadores                                | Perdedores                               | Resultados                               |
| Individual femenino - Cuartos de final   | Victoria Azarenka [3]                    | María Kirilenko [12]                     | 7–6(7–3), 6–2                            |
| Individual masculino - Cuartos de final  | Novak Djokovic [1]                       | Tommy Haas [12]                          | 6–3, 7–6(7–5), 7–5                       |

### Día 12 (6 de junio)
- Orden de juego

- Cabezas de serie eliminados:
  - Individual femenino:  Victoria Azarenka [3],  Sara Errani [5]
  - Dobles masculino:  Alexander Peya /  Bruno Soares [7]
  - Dobles mixto:  Kristina Mladenovic [5]  Daniel Nestor [5]

| Partidos en canchas principales          | Partidos en canchas principales          | Partidos en canchas principales           | Partidos en canchas principales          |
| Partidos en el Estadio Philippe Chatrier | Partidos en el Estadio Philippe Chatrier | Partidos en el Estadio Philippe Chatrier  | Partidos en el Estadio Philippe Chatrier |
| Modalidad                                | Ganadores                                | Perdedores                                | Resultados                               |
| ---------------------------------------- | ---------------------------------------- | ----------------------------------------- | ---------------------------------------- |
| Dobles mixto - Final                     | Lucie Hradecká František Čermák          | Kristina Mladenovic [5] Daniel Nestor [5] | 1–6, 6–4, [10–6]                         |
| Individual femenino - Semifinal          | María Sharápova [2]                      | Victoria Azarenka [3]                     | 6–1, 2–6, 6–4                            |
| Individual femenino - Semifinal          | Serena Williams [1]                      | Sara Errani [5]                           | 6–0, 6–1                                 |

### Día 13 (7 de junio)
- Orden de juego

- Cabezas de serie eliminados:
  - Individual masculino:  Novak Djokovic [1],  Jo-Wilfried Tsonga [6]
  - Dobles femenino:  Andrea Hlavackova /  Lucie Hradecká [2],  Nadia Petrova /  Katarina Srebotnik [3]

| Partidos en canchas principales          | Partidos en canchas principales          | Partidos en canchas principales          | Partidos en canchas principales          |
| Partidos en el Estadio Philippe Chatrier | Partidos en el Estadio Philippe Chatrier | Partidos en el Estadio Philippe Chatrier | Partidos en el Estadio Philippe Chatrier |
| Modalidad                                | Ganadores                                | Perdedores                               | Resultados                               |
| ---------------------------------------- | ---------------------------------------- | ---------------------------------------- | ---------------------------------------- |
| Individual masculino - Semifinal         | Rafael Nadal [3]                         | Novak Djokovic [1]                       | 6–4, 3–6, 6–1, 6–7(3–7), 9–7             |
| Individual masculino - Semifinal         | David Ferrer [4]                         | Jo-Wilfried Tsonga [6]                   | 6–1, 7–6(7–3), 6–2                       |

### Día 14 (8 de junio)
- Orden de juego

- Cabezas de serie eliminados:
  - Individual femenino:  María Sharápova [2]
  - Dobles masculino:  Michael Llodra /  Nicolas Mahut

| Partidos en canchas principales          | Partidos en canchas principales          | Partidos en canchas principales          | Partidos en canchas principales          |
| Partidos en el Estadio Philippe Chatrier | Partidos en el Estadio Philippe Chatrier | Partidos en el Estadio Philippe Chatrier | Partidos en el Estadio Philippe Chatrier |
| Modalidad                                | Ganadores                                | Perdedores                               | Resultados                               |
| ---------------------------------------- | ---------------------------------------- | ---------------------------------------- | ---------------------------------------- |
| Individual femenino - Final              | Serena Williams [1]                      | María Sharápova [2]                      | 6–4, 6–4                                 |
| Dobles masculino - Final                 | Bob Bryan [1] Mike Bryan [1]             | Michael Llodra Nicolas Mahut             | 6–4, 4–6, 7–6(7–4)                       |

### Día 15 (9 de junio)
- Orden de juego

- Cabezas de serie eliminados:
  - Individual masculino:  David Ferrer [4]
  - Dobles femenino:  Sara Errani [1] /  Roberta Vinci [1]

| Partidos en canchas principales          | Partidos en canchas principales            | Partidos en canchas principales          | Partidos en canchas principales          |
| Partidos en el Estadio Philippe Chatrier | Partidos en el Estadio Philippe Chatrier   | Partidos en el Estadio Philippe Chatrier | Partidos en el Estadio Philippe Chatrier |
| Modalidad                                | Ganadores                                  | Perdedores                               | Resultados                               |
| ---------------------------------------- | ------------------------------------------ | ---------------------------------------- | ---------------------------------------- |
| Dobles femenino - Final                  | Yekaterina Makarova [4] Yelena Vesnina [4] | Sara Errani [1] Roberta Vinci [1]        | 7–5, 6–2                                 |
| Individual masculino - Final             | Rafael Nadal [3]                           | David Ferrer [4]                         | 6–3, 6–2, 6–3                            |

## Cabezas de serie
Las siguientes tablas muestran a los cabezas de serie y jugadores importantes que no se presentaron en el torneo. El ranking está realizado basándose en las posiciones que mantenían los jugadores a fecha del 20 de mayo de 2013 y los puntos ganados desde el 27 de mayo de 2013.

### Cuadro individual masculino
| Sb | Rk | Jugador               | Puntos | Puntos por defender | Puntos ganados | Nuevos puntos | Ronda hasta la que avanzó en el torneo                 |
| -- | -- | --------------------- | ------ | ------------------- | -------------- | ------------- | ------------------------------------------------------ |
| 1  | 1  | Novak Djokovic        | 12,310 | 1,200               | 720            | 11,830        | Semifinal, derrotado por Rafael Nadal [3]              |
| 2  | 3  | Roger Federer         | 8,000  | 720                 | 360            | 7,460         | Cuartos de final, derrotado por Jo-Wilfried Tsonga [6] |
| 3  | 4  | Rafael Nadal          | 6,895  | 2,000               | 2,000          | 6,895         | Campeón, venció a David Ferrer [4]                     |
| 4  | 5  | David Ferrer          | 6,740  | 720                 | 1,200          | 7,220         | Final, derrotado por Rafael Nadal [3]                  |
| 5  | 6  | Tomáš Berdych         | 4,685  | 180                 | 10             | 4,515         | Primera ronda, derrotado por Gaël Monfils [WC]         |
| 6  | 8  | Jo-Wilfried Tsonga    | 3,795  | 360                 | 720            | 4,155         | Semifinal, derrotado por David Ferrer [4]              |
| 7  | 9  | Richard Gasquet       | 3,090  | 180                 | 180            | 3,090         | Cuarta ronda, derrotado por Stanislas Wawrinka [9]     |
| 8  | 10 | Janko Tipsarević      | 2,480  | 180                 | 90             | 2,390         | Tercera ronda, derrotado por Mijaíl Yuzhny [29]        |
| 9  | 11 | Stanislas Wawrinka    | 2,630  | 180                 | 360            | 2,810         | Cuartos de final, derrotado por Rafael Nadal [3]       |
| 10 | 12 | Marin Čilić           | 2,570  | 90                  | 90             | 2,570         | Tercera ronda, derrotado por Viktor Troicki            |
| 11 | 13 | Nicolás Almagro       | 2,375  | 360                 | 180            | 2,195         | Cuarta ronda, derrotado por Tommy Robredo [32]         |
| 12 | 14 | Tommy Haas            | 2,340  | 115                 | 360            | 2,585         | Cuartos de final, derrotado por Novak Djokovic [1]     |
| 13 | 15 | Kei Nishikori         | 2,315  | 0                   | 180            | 2,495         | Cuarta ronda, derrotado por Rafael Nadal [3]           |
| 14 | 16 | Milos Raonic          | 2,225  | 90                  | 90             | 2,225         | Tercera ronda, derrotado por Kevin Anderson [23]       |
| 15 | 17 | Gilles Simon          | 1,895  | 90                  | 180            | 1,985         | Cuarta ronda, derrotado por Roger Federer [2]          |
| 16 | 18 | Philipp Kohlschreiber | 1,750  | 45                  | 180            | 1,885         | Cuarta ronda, derrotado por Novak Djokovic [1]         |
| 17 | 19 | Juan Mónaco           | 1,910  | 180                 | 10             | 1,740         | Primera ronda, derrotado por Daniel Gimeno-Traver      |
| 18 | 20 | Sam Querrey           | 1,730  | 10                  | 90             | 1,810         | Tercera ronda, derrotado por Gilles Simon [15]         |
| 19 | 21 | John Isner            | 1,690  | 45                  | 90             | 1,735         | Tercera ronda, derrotado por Tommy Haas [12]           |
| 20 | 22 | Andreas Seppi         | 1,530  | 180                 | 90             | 1,440         | Tercera ronda, derrotado por Nicolás Almagro [11]      |
| 21 | 23 | Jerzy Janowicz        | 1,524  | 16                  | 90             | 1,598         | Tercera ronda, derrotado por Stanislas Wawrinka [9]    |
| 22 | 24 | Alexandr Dolgopolov   | 1,500  | 10                  | 10             | 1,500         | Primera ronda, derrotado por Dmitry Tursunov           |
| 23 | 25 | Kevin Anderson        | 1,420  | 90                  | 180            | 1,510         | Cuarta ronda, derrotado por David Ferrer [4]           |
| 24 | 26 | Benoît Paire          | 1,405  | 45                  | 90             | 1,450         | Tercera ronda, derrotado por Kei Nishikori [13]        |
| 25 | 27 | Jérémy Chardy         | 1,371  | 45                  | 90             | 1,416         | Tercera ronda, derrotado por Jo-Wilfried Tsonga [6]    |
| 26 | 28 | Grigor Dimitrov       | 1,355  | 45                  | 90             | 1,400         | Tercera ronda, derrotado por Novak Djokovic [1]        |
| 27 | 29 | Fabio Fognini         | 1,345  | 90                  | 90             | 1,345         | Tercera ronda, derrotado por Rafael Nadal [3]          |
| 28 | 30 | Florian Mayer         | 1,290  | 45                  | 10             | 1,255         | Primera ronda, derrotado por Denis Istomin             |
| 29 | 31 | Mijaíl Yuzhny         | 1,265  | 90                  | 180            | 1,355         | Cuarta ronda, derrotado por Tommy Haas [12]            |
| 30 | 32 | Julien Benneteau      | 1,200  | 90                  | 90             | 1,200         | Tercera ronda, derrotado por Roger Federer [2]         |
| 31 | 33 | Marcel Granollers     | 1,145  | 180                 | 10             | 965           | Primera ronda, derrotado por Feliciano López           |
| 32 | 34 | Tommy Robredo         | 1,095  | 0                   | 360            | 1,355         | Cuartos de final, derrotado por David Ferrer [4]       |

#### Bajas masculinas notables
| Ra. | Jugador               | Puntos | Puntos por defender | Puntos ganados | Nuevos puntos | Motivo               |
| --- | --------------------- | ------ | ------------------- | -------------- | ------------- | -------------------- |
| 2   | Andy Murray           | 8,670  | 360                 | 0              | 8,310         | Lesión en la espalda |
| 7   | Juan Martín del Potro | 4,320  | 360                 | 0              | 3,960         | Virus respiratorio   |

### Cuadro individual femenino
| Sembrada | Ranking | Jugadora                  | Puntos | Puntos por defender | Puntos ganados | Nuevos Puntos | Ronda hasta la que avanzó en el Torneo             |
| -------- | ------- | ------------------------- | ------ | ------------------- | -------------- | ------------- | -------------------------------------------------- |
| 1        | 1       | Serena Williams           | 11,620 | 5                   | 2,000          | 13,615        | Campeona, venció a María Sharápova [2]             |
| 2        | 2       | María Sharápova           | 10,015 | 2,000               | 1,400          | 9,415         | Finalista, derrotada por Serena Williams [1]       |
| 3        | 3       | Victoria Azarenka         | 9,005  | 280                 | 900            | 9,625         | Semifinal, derrotada por María Sharápova [2]       |
| 4        | 4       | Agnieszka Radwańska       | 6,125  | 160                 | 500            | 6,465         | Cuartos de final, derrotada por Sara Errani [5]    |
| 5        | 5       | Sara Errani               | 5,835  | 1,400               | 900            | 5,335         | Semifinal, derrotada por Serena Williams [1]       |
| 6        | 6       | Li Na                     | 5,335  | 280                 | 100            | 5,155         | Segunda ronda, derrotada por Bethanie Mattek       |
| 7        | 7       | Petra Kvitová             | 5,175  | 900                 | 160            | 4,435         | Tercera ronda, derrotada por Jamie Hampton         |
| 8        | 8       | Angelique Kerber          | 5,135  | 500                 | 280            | 4,915         | Cuarta ronda, derrotada por Svetlana Kuznetsova    |
| 9        | 9       | Samantha Stosur           | 3,645  | 900                 | 160            | 2,905         | Tercera ronda, derrotada por Jelena Janković [18]  |
| 10       | 10      | Caroline Wozniacki        | 3,625  | 160                 | 100            | 3,565         | Segunda ronda, derrotada por Bojana Jovanovski     |
| 11       | 11      | Nadia Petrova             | 3,065  | 160                 | 5              | 2,910         | Primera ronda, derrotada por Mónica Puig           |
| 12       | 12      | María Kirilenko           | 3,036  | 100                 | 500            | 3,436         | Cuartos de final, derrotada por V. Azarenka [3]    |
| 13       | 13      | Marion Bartoli            | 2,845  | 100                 | 160            | 2,905         | Tercera ronda, derrotada por Francesca Schiavone   |
| 14       | 14      | Ana Ivanovic              | 2800   | 160                 | 280            | 2,920         | Cuarta ronda, derrotada por A. Radwańska [4]       |
| 15       | 15      | Roberta Vinci             | 2,785  | 5                   | 280            | 3,060         | Cuarta ronda, derrotada por Serena Williams [1]    |
| 16       | 16      | Dominika Cibulková        | 2,540  | 500                 | 100            | 2,140         | Segunda ronda, derrotada por Marina Erakovic       |
| 17       | 17      | Sloane Stephens           | 2,530  | 280                 | 280            | 2,530         | Cuarta ronda, derrotada por María Sharápova [2]    |
| 18       | 18      | Jelena Janković           | 2,500  | 100                 | 500            | 2,900         | Cuartos de final, derrotada por M. Sharápova [2]   |
| 19       | 19      | Anastasiya Pavliuchenkova | 2,010  | 160                 | 100            | 1,950         | Segunda ronda, derrotada por Petra Cetkovská       |
| 20       | 20      | Carla Suárez Navarro      | 1,975  | 160                 | 280            | 2,095         | Cuarta ronda, derrotada por Sara Errani [5]        |
| 21       | 21      | Kirsten Flipkens          | 1,908  | (30)                | 100            | 1,978         | Segunda ronda, derrotada por F. Schiavone          |
| 22       | 22      | Yekaterina Makarova       | 1,811  | 5                   | 5              | 1,811         | Primera ronda, derrotada por Svetlana Kuznetsova   |
| 23       | 23      | Klára Zakopalová          | 1,745  | 280                 | 5              | 1,470         | Primera ronda, derrotada por Kaia Kanepi           |
| 24       | 24      | Julia Görges              | 1,605  | 160                 | 5              | 1,450         | Primera ronda, derrotada por Zuzana Kučová [Q]     |
| 25       | 25      | Lucie Šafářová            | 1,595  | 100                 | 5              | 1,500         | Primera ronda, derrotada por Jamie Hampton         |
| 26       | 26      | Sorana Cîrstea            | 1,595  | 5                   | 160            | 1,750         | Tercera ronda, derrotada por Serena Williams [1]   |
| 27       | 27      | Yaroslava Shvedova        | 1,572  | 560                 | 100            | 1,112         | Segunda ronda, derrotada por Paula Ormaechea [Q]   |
| 28       | 28      | Tamira Paszek             | 1,539  | 5                   | 5              | 1,539         | Primera ronda, derrotada por Melanie Oudin         |
| 29       | 29      | Varvara Lepchenko         | 1,686  | 280                 | 160            | 1,566         | Tercera ronda, derrotada por Angelique Kerber [8]  |
| 30       | 30      | Venus Williams            | 1,546  | 100                 | 5              | 1,451         | Primera ronda, derrotada por Urszula Radwańska     |
| 31       | 31      | Alizé Cornet              | 1,610  | 5                   | 160            | 1,765         | Tercera ronda, derrotada por Victoria Azarenka [3] |
| 32       | 32      | Sabine Lisicki            | 1,526  | 5                   | 160            | 1,681         | Tercera ronda, derrotada por Sara Errani [5]       |

## Campeones defensores
| Modalidad                   | Campeón 2012                     | Campeón 2013                          |
| Individual masculino        | Rafael Nadal                     | Rafael Nadal                          |
| Individual femenino         | María Sharápova                  | Serena Williams                       |
| Dobles masculino            | Max Mirnyi Daniel Nestor         | Bob Bryan Mike Bryan                  |
| Dobles femenino             | Sara Errani Roberta Vinci        | Yekaterina Makarova Yelena Vesnina    |
| Dobles mixto                | Sania Mirza Mahesh Bhupathi      | Lucie Hradecká František Čermák       |
| Individual júnior masculino | Kimmer Coppejans                 | Christian Garin                       |
| Individual júnior femenino  | Annika Beck                      | Belinda Bencic                        |
| Dobles júnior masculino     | Andrew Harris Nick Kyrgios       | Kyle Edmund Frederico Ferreira Silva  |
| Dobles júnior femenino      | Daria Gavrilova Irina Jromacheva | Barbora Krejčíková Kateřina Siniaková |

## Invitados
| - Marc Gicquel. - Alex Kuznetsov. - Nick Kyrgios. - Nicolas Mahut. - Adrian Mannarino. - Gaël Monfils. - Lucas Pouille. - Florent Serra. | - Ashleigh Barty. - Claire Feuerstein. - Stéphanie Foretz-Gacon. - Caroline Garcia. - Irena Pavlovic. - Virginie Razzano. - Aravane Rezaï. - Shelby Rogers. |

| - Jonathan Dasnières de Veigy / Florent Serra - Jonathan Eysseric / Fabrice Martin - Marc Gicquel / Édouard Roger-Vasselin - Pierre-Hugues Herbert / Nicolas Renavand - Paul-Henri Mathieu / Lucas Pouille - Gaël Monfils / Josselin Ouanna - Albano Olivetti / Maxime Teixeira | - Séverine Beltrame / Laura Thorpe - Julie Coin / Pauline Parmentier - Alizé Cornet / Virginie Razzano - Stéphanie Foretz Gacon / Irena Pavlovic - Caroline Garcia / Mathilde Johansson - Alizé Lim / Aravane Rezaï - Serena Williams / Venus Williams |

| - Séverine Beltrame / Benoît Paire - Julie Coin / Nicolas Mahut - Alizé Cornet / Gilles Simon - Stéphanie Foretz Gacon / Édouard Roger-Vasselin - Caroline Garcia / Marc Gicquel - Alizé Lim / Jérémy Chardy |

## Clasificación
| 1. Jiří Veselý 2. Vasek Pospisil 3. Steve Darcis 4. Pere Riba 5. Steve Johnson 6. Andreas Beck 7. Julian Reister 8. Somdev Devvarman 9. Pablo Carreño-Busta 10. Maxime Teixeira 11. Denis Kudla 12. Jan-Lennard Struff 13. Jack Sock 14. Daniel Muñoz de la Nava 15. Michał Przysiężny 16. James Duckworth Los siguientes jugadores ingresaron al cuadro principal como lucky losers: 1. Andreas Haider-Maurer 2. Illya Marchenko 3. Rhyne Williams | 1. Barbora Záhlavová-Strýcová 2. Mariana Duque 3. Vania King 4. Yuliya Beygelzimer 5. Paula Ormaechea 6. Grace Min 7. Anna Karolína Schmiedlová 8. Dinah Pfizenmaier 9. Sandra Záhlavová 10. Galina Voskoboeva 11. Julia Glushko 12. Zuzana Kučová |

## Campeones

### Sénior

#### Individuales masculinos
Rafael Nadal vence a  David Ferrer por 6-3, 6-2, 6-3

#### Individuales femenino
Serena Williams vence a  María Sharápova por 6-4, 6-4

#### Dobles masculino
Bob Bryan /  Mike Bryan vencen a  Michael Llodra /  Nicolas Mahut por 6–4, 4–6, 7–6(7–4)

#### Dobles femenino
Yekaterina Makarova /  Yelena Vesnina vencen a  Sara Errani /  Roberta Vinci por 7–5, 6–2

#### Dobles mixtos
Lucie Hradecká /  František Čermák vencen a  Kristina Mladenovic /  Daniel Nestor por 6-1, 4-6, 10-6

### Júnior

#### Individuales masculino
Christian Garín vence a  Alexander Zverev por 6-4, 6-1

#### Individuales femenino
Belinda Bencic vence a  Antonia Lottner por 6-1, 6-3

#### Dobles masculinos
Kyle Edmund /  Frederico Ferreira Silva vencen a  Christian Garín /  Nicolás Jarry por 6–3, 6–3

#### Dobles femeninos
Barbora Krejčíková /  Kateřina Siniaková vencen a  Doménica González /  Beatriz Haddad Maia por 7-5, 6-2

### Silla de ruedas

#### Individual masculino
Stéphane Houdet vence a  Shingo Kunieda por 7–5, 5–7, 7–6(7–5)

#### Individual femenino
Sabine Ellerbrock vence a  Jiske Griffioen por 6–3, 3–6, 6–1

#### Dobles masculino
Stéphane Houdet /  Shingo Kunieda vencen a  Gordon Reid /  Ronald Vink por 3–6, 6–4, [10–6]

#### Dobles femenino
Jiske Griffioen /  Aniek van Koot vencen a  Sabine Ellerbrock /  Sharon Walraven por 6–2, 6–3

### Otros eventos

#### Leyendas menores de 45 años
Cédric Pioline /  Fabrice Santoro vencen a  Albert Costa /  Carlos Moyá por 4–6, 6–4, [4–1] ret.

#### Leyendas mayores de 45 años
Andrés Gómez /  Mark Woodforde vencen a  Mansour Bahrami /  Pat Cash por 6–1, 7–67–2

#### Leyendas femeninas
Lindsay Davenport /  Martina Hingis vencen a  Yelena Dementieva /  Martina Navratilova por 6–4, 6–2